# Anthraknose
Als Anthraknose (englisch anthracnose) oder Brennfleckenkrankheit bezeichnet man mehrere Pflanzenkrankheiten, die Lupinen, Gräser, Erdbeeren, Heidelbeeren oder Wein befallen können und sich durch dunkle, eingesunkene Läsionen (Brennflecken) zeigen.
Bei Lupinen löst der Pilz Colletotrichum acutatum oder Glomerella cingulata (Gattung Colletotrichum/Glomerella, Ascomycetes) die Anthraknose aus. Er setzt dem Anbau enge Grenzen und verlangt in aller Regel weite Fruchtfolgen für ihren erfolgreichen Anbau. Erkennbar ist die Anthraknose bei der Lupine an einem rötlichen Belag auf den Befallstellen. Beim Blick in den Bestand kann zunächst der Eindruck eines Herbizid-Schadens entstehen, da die Pflanzen beginnen, sich über die Befallstellen zu krümmen bzw. zu drehen.
Colletotrichum graminicole löst die Anthraknose des Rasens und der Sorghumhirse (Sorghum bicolor) aus.
Befall durch Elsinoe ampelina kann zur Reben-Anthraknose (auch „Schwarzer Brenner“ genannt) in Weinanbaugebieten führen.
Seit dem Aufkommen der Krankheit Mitte der 1990er Jahre hat sie zu einem starken Rückgang des Süßlupinenanbaus geführt. Nach dem züchterischen Durchbruch und der Markteinführung alkaloidarmer Sorten der resistenteren Schmalblättrigen Lupine im Jahr 1997 boten diese eine bedingte Alternative mit etwas geringerem Ertragspotenzial und weniger Toleranz für schwerere Böden. Mittlerweile stehen resistentere Züchtungen der weißen Süßlupine zur Verfügung.